# Bad Things (film)
Pour les articles homonymes, voir Bad Things.
Pour plus de détails, voir Fiche technique et Distribution.
Bad Things est un film réalisé par Stewart Thorndike, et sorti en 2023.

## Fiche technique
- Titre : Bad Things
- Réalisation : Stewart Thorndike
- Scénario : Stewart Thorndike
- Photographie : Grant Greenberg
- Montage : Thomas Emmet Ashton, Kathryn J. Schubert
- Musique : Jason Falkner
- Production : Lizzie Shapiro, Lexi Tannenholtz
- Société de production : The Space Program
- Société de distribution : Shudder
- Durée : 87 minutes
- Pays d'origine : États-Unis
- Langue : Anglais
- Date de sortie : 9 juin 2023 (Festival de Tribeca)

## Distribution
- Gayle Rankin : Ruthie Nodd
- Hari Nef : Cal
- Rad Pereira : Maddie
- Annabelle Dexter-Jones : Fran
- Molly Ringwald : Ms. Auerbach

## Sortie
Bad Things a été présenté en première mondiale le 9 juin 2023 au Festival de Tribeca.